# Anita Całek
Anita Barbara Całek – polska literaturoznawczyni i wykładowczyni akademicka.
Absolwentka Uniwersytetu Jagiellońskiego (filologia polska – 2001 oraz psychologia – 2007). Stopień doktora uzyskała w 2007 (praca: Jak badać życie twórców? Metoda psychobiografii literaturoznawczej w porównawczej analizie biografii Adama Mickiewicza i Juliusz Słowackiego), a habilitację w 2020 (praca: Nowa teoria listu). Adiunkt w Katedrze Komparystyki Literackiej na Wydziale Polonistyki UJ.

## Książki
- Adam Mickiewicz – Juliusz Słowacki: psychobiografia naukowa (Wydawnictwo UJ, Kraków 2012)[4]
- Biografia naukowa: od koncepcji do narracji. Interdyscyplinarność, teorie, metody badawcze (Wydawnictwo UJ, Kraków 2013)[5]
- Nowa teoria listu (Księgarnia Akademicka, Kraków 2019)[6]